# آفونسو آلوز
آفونسو آلوز (به پرتغالی: Afonso Alves Martins Júnior) بازیکن فوتبال در پست بازیکن فوتبال در پست مهاجم اهل برزیل است.
آفونسو آلوز در تیم‌های فوتبال اتلتیکو مینیرو, مالمو, هیرنفین, میدلزبورو, لسد, الریان, الغرافه سابقهٔ حضور دارد.